# شهدخوار زرشکی
شهدخوار زرشکی (نام علمی: Aethopyga siparaja) گونه‌ای از پرندگان خانوادۀ شهدخواران است که عمدتاً از شهد تغذیه می‌کنند، اگرچه آنها به‌ویژه هنگام تغذیه جوجه‌ها حشرات را نیز می‌خورند. پرواز سریع و مستقیم روی بال های کوتاه آنها انجام می‌شود. بیشتر گونه‌ها می‌توانند با درجا بال‌زنی مانند مگس‌مرغ‌ها شهد بگیرند، اما معمولاً برای تغذیه در حالت نشسته هستند.
شهدخوار زرشکی یک زادآور ساکن در مناطق گرمسیری جنوب آسیا از هند، از طریق نپال، بنگلادش و میانمار تا اندونزی و برونئی است. دو یا سه تخم در یک آشیانه آویزان در یک درخت گذاشته می‌شود. این گونه در مناطق جنگلی و زیر کشت وجود دارد.

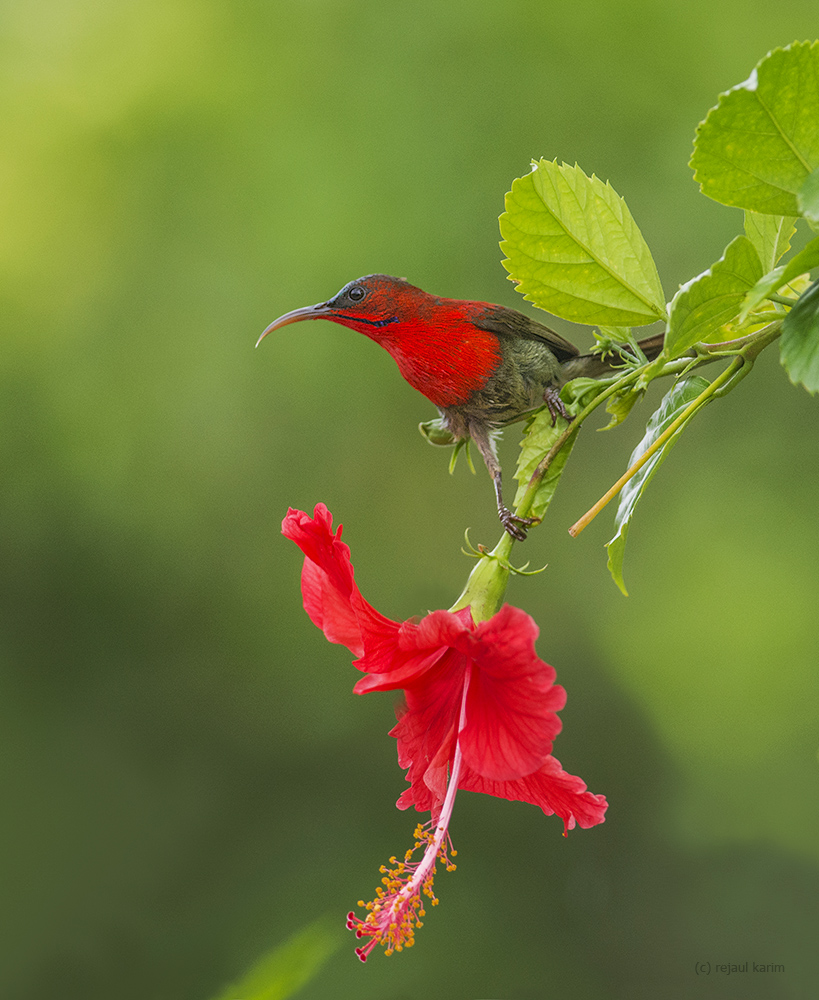
تغذیه نر از Hibiscus sp.

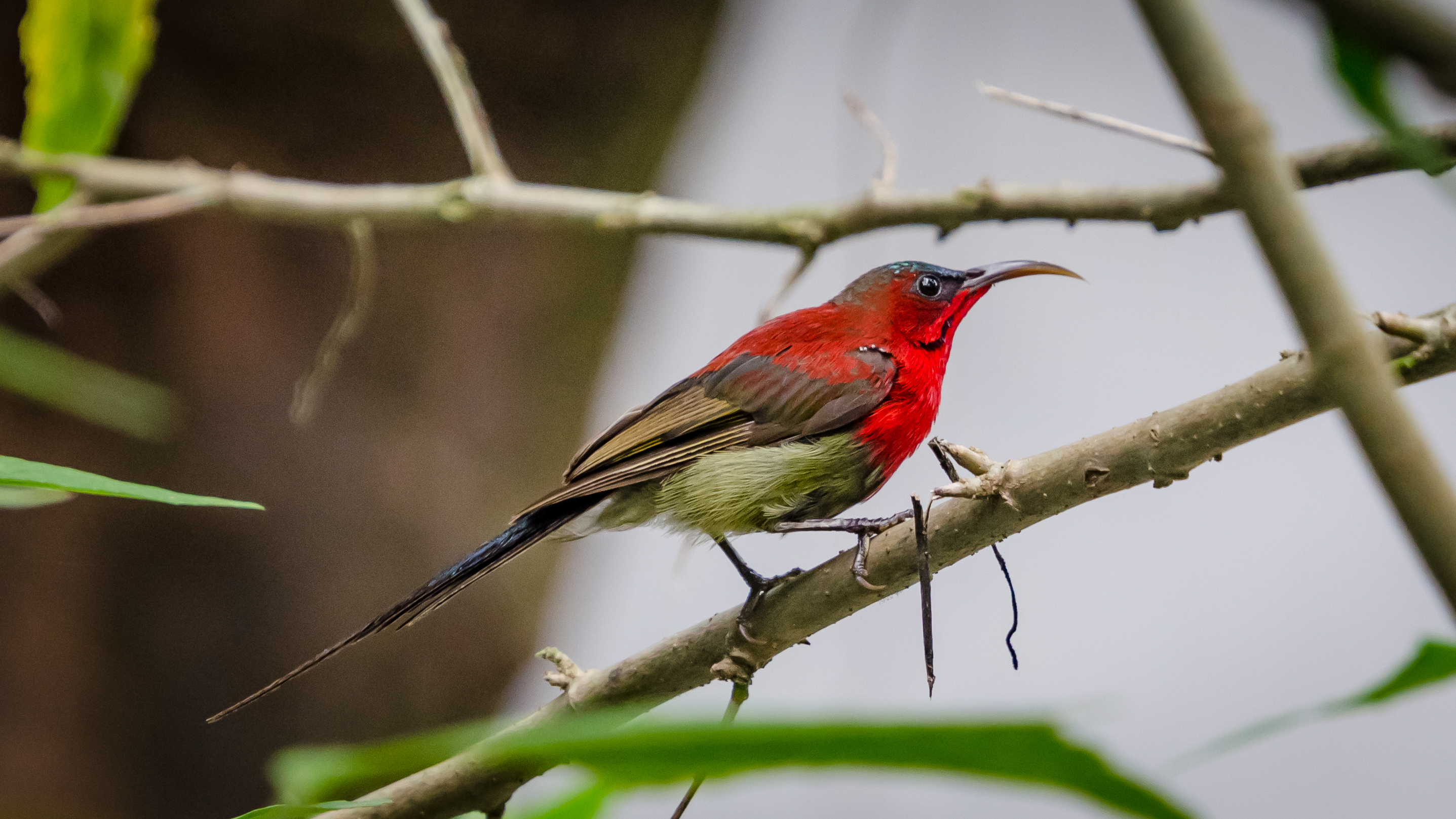
یک شهدخوار زرشکی نر